# David Hain (Basketballspieler)
David Hain (* 23. Februar 1980 in Essen) ist ein ehemaliger deutscher Basketballspieler.

## Werdegang
Hain wechselte 1997 von der DJK Adler Union Essen-Frintrop in die Basketball-Bundesliga, dort spielte er für die Ruhr Devils. Die Mannschaft wurde im Laufe der Saison 1997/98 aus dem Bundesliga-Spielbetrieb zurückgezogen. Der 1,90 Meter große Flügelspieler bestritt im Sommer 1998 Länderspiele mit der deutschen Junioren-Nationalmannschaft. Nach dem Rückzug der Ruhr Devils spielte Hain wieder in Essen. Im Vorfeld der Saison 1998/99 wurde er Mitglied des Aufgebots des Zweitligisten BG Post SV Koblenz, der seine Mannschaft nach dem zweiten Spieltag vom Wettkampfbetrieb abmeldete.
Während des Spieljahres 1999/2000 lief Hain für den USC Freiburg in der 2. Basketball-Bundesliga Süd auf und verließ den Verein am Saisonende. Er spielte für den ETB SW Essen in der 2. Bundesliga Nord, 2003 wechselte er innerhalb der Spielklasse zur BG 74 Göttingen, zu deren Aufgebot er nur kurz zählte. Von 2006 bis 2009 stand er in der Mannschaft des Regionalligisten BG Südpark Bochum.